# Gare de Morlaix
Gare de Morlaix vasútállomás Franciaországban, Morlaix településen.

## Vasútvonalak
Az állomást az alábbi vasútvonalak érintik:
- Párizs–Brest-vasútvonal
- Morlaix-Roscoff-vasútvonal
- Morlaix-Carhaix-vasútvonal

## Kapcsolódó állomások
A vasútállomáshoz az alábbi állomások vannak a legközelebb:
- Gare de Plouigneau (Paris Gare Montparnasse, Párizs–Brest-vasútvonal)
- Gare de Pleyber-Christ (Gare de Brest, Párizs–Brest-vasútvonal)
- Gare de Saint-Pol-de-Léon (Gare de Roscoff, Morlaix-Roscoff-vasútvonal)